# Ragnar Frisch
Ragnar Anton Kittil Frisch (Oslo, 3 marzo 1895 – Oslo, 31 gennaio 1973) è stato un economista norvegese, vincitore, insieme all'olandese Jan Tinbergen, del primo premio Nobel per l'economia nel 1969, «per aver sviluppato e applicato modelli dinamici per l'analisi dei processi economici». È stato inoltre insignito del Premio Feltrinelli, assegnato dall'Accademia Nazionale dei Lincei, nel 1961.

## Biografia
Suo padre, Anton Frisch, era orafo e argentiere, e desiderava che il figlio seguisse le sue orme. Anche per questo Frisch intraprese un periodo di apprendistato presso le officine David Andersen, terminato nel 1920. Sotto la spinta di sua madre, Ragna Fredrikke Kittilsen, Frisch capì che il lavoro prospettatogli sin dalla nascita non lo avrebbe soddisfatto, cosicché, insieme a lei, consultò l'elenco dei corsi di laurea dell'Università di Oslo, decidendo per gli studi economici in quanto considerati facili e brevi.
Si laureò nel 1919, per poi intraprendere viaggi di studi all'estero in alcuni paesi europei. Nel 1926 ottenne il PhD, in seguito a studi incentrati sull'applicazione della matematica e della statistica all'economia. Divenne professore assistente nel 1925, professore associato nel 1928 e professore ordinario nel 1931. Lo studio dell'applicazione di modelli matematici dinamici all'economia divenne il suo principale campo di studio, al punto che proprio per gli studi in questo campo ottenne il Nobel.
Socio straniero dell'Accademia dei Lincei dal 1952, nel 1961 gli fu assegnato il Premio Feltrinelli nella categoria Scienze politiche ed economiche. Nel 1969, invece, ottenne il primo Premio Nobel per l'economia della storia, insieme all'olandese Jan Tinbergen, che non poté ritirare fisicamente, poiché malato. La sua Nobel lecture si intitolò From Utopian Theory to Practical Applications: The Case of Econometrics (Dalla teoria utopistica alle applicazioni pratiche: il caso dell'econometria).

### Vita privata
Frisch è stato sposato due volte. Dal suo primo matrimonio con Marie Smedal, celebrato nel 1920, nacque la sua unica figlia, Ragna. Dopo la morte di Marie, avvenuta nel 1952, contrasse di nuovo matrimonio nel 1953 con Astrid Johannessen. È morto ad Oslo il 31 gennaio 1973 all'età di 77 anni.

## Opere tradotte in italiano
- Nuovi metodi di misura dell'utilita marginale, Torino, Utet, 1937.
- La pianificazione economica ed il problema della crescita nei paesi in sviluppo, Milano, L'industria, 1962.
- Leggi tecniche ed economiche della produzione industriale, Milano, Etas Kompass, 1966.
- Lezioni Nobel di economia, Frisch e altri, Torino, Boringhieri, 1978.